# Svitlovods'k
Svitlovods'k (in ucraino Світловодськ?; in russo Светловодск?, Svetlovodsk) è una città ucraina (43 130 abitanti), nel distretto di Oleksandrija, nell'oblast' di Kirovohrad. Ospita l'amministrazione della comunità territoriale di Svitlovods'k, una delle comunità territoriali dell'Ucraina.
Fino al 18 luglio 2020 Svitlovods'k costituiva una città di rilevanza regionale e fungeva da centro amministrativo del distretto di Svitlovods'k, sebbene non appartenesse al distretto. Come parte della riforma amministrativa dell'Ucraina, che ha ridotto a quattro il numero di distretti dell'oblast' di Kirovohrad la città è stata integrata nel distretto di Oleksandrija.

## Storia
Il 25 marzo 1954, il Consiglio dei ministri dell'URSS decise di iniziare la costruzione della centrale idroelettrica di Kremenčuk sul Dnepr, iniziata nell'aprile-maggio 1954.
Contemporaneamente alla centrale idroelettrica, è stato realizzato un insediamento per gli addetti alla centrale: nel 1954-1955 sono stati edificati 5.182 m2 di superficie residenziale, 2 mense, un club , un cinema estivo, una scuola, un ospedale con 25 posti letto, ecc. Nel 1956, la superficie abitabile è aumentata di altri 18.000 m2. I quartieri principali della città si trovano lungo le rive del bacino idrico di Kremenčuk sull'alto capo Taburyščanskij, coperto di foreste. La struttura urbana della città si basa su una griglia rettangolare di strade. Tre autostrade correvano parallele alla riva: Naberežna - lungo il parco, Primors'ka Street, costruita su un lato e di fronte al mare, e l'autostrada principale - Heroes of Ukraine Street, che si estende dalla diga fino alla cima di Capo Taburyščans'kyj. Inizialmente, la strada si chiamava Lenin Avenue, in seguito Lenin Street. Le ex foreste sono state trasformate in un parco centrale di cultura "Taras Shevchenko" e il parco forestale. Lungo le strade e le piazze furono piantati molti alberi da frutto e ornamentali.
La costruzione di centrali idroelettriche e serbatoi ha richiesto il trasferimento di alcuni villaggi, in particolare Novogeorgievsk, che ricadeva nella zona di allagamento. Il 17 marzo 1961, l'insediamento degli addetti ai lavori che comprendeva l'antico villaggio di Taburyšče, è stato spostato dalla zona di allagamento di Novogeorgievsk, e si fuse in un'unica città chiamata Chruščëv, dal nome dell'allora primo leader dell'URSS Nikita Chruščëv, anche se alcuni anni prima In URSS, era entrato in vigore il divieto di nominare le città con i nomi di leader viventi dello stato, adottato su iniziativa dello stesso Chruščëv.
Dopo aver visitato la nuova città per la seconda volta nell'estate del 1962, i giornali sovietici riferirono che il primo segretario del Comitato centrale del PCUS, Chruščëv, aveva visitato il KremGES. Il 25 ottobre 1962, il Presidium della Verchovna Rada della SSR ucraina ha dato alla città il nome KremGES, che è stato il nome della città fino al 1969, quando è stata ribattezzata Svitlovods'k.
La popolazione della città raggiunse quindi quasi 35 mila persone. Il piano generale di Svitlovods'k a quel tempo, elaborato dalla filiale di Charkiv dell'Istituto statale di progettazione urbana, prevedeva che nel 1980 la città avrebbe avuto 100.000 abitanti e nei primi anni '70 avrebbe persino costruito una linea di filobus.
Nel 1956, il regista e scrittore Oleksandr Dovženko visitò il cantiere della centrale idroelettrica di Kremenčuk e due anni dopo furono girate qui alcune scene di "Poesie sul mare".  
Il 5 agosto 1974, il villaggio di Revivka (insieme alle terre del villaggio con una superficie totale di 341,5 ettari) del consiglio comunale di Svitlovods'k fu incluso nella striscia della città di Svitlovods'k.